# Tetraëder met cirkel

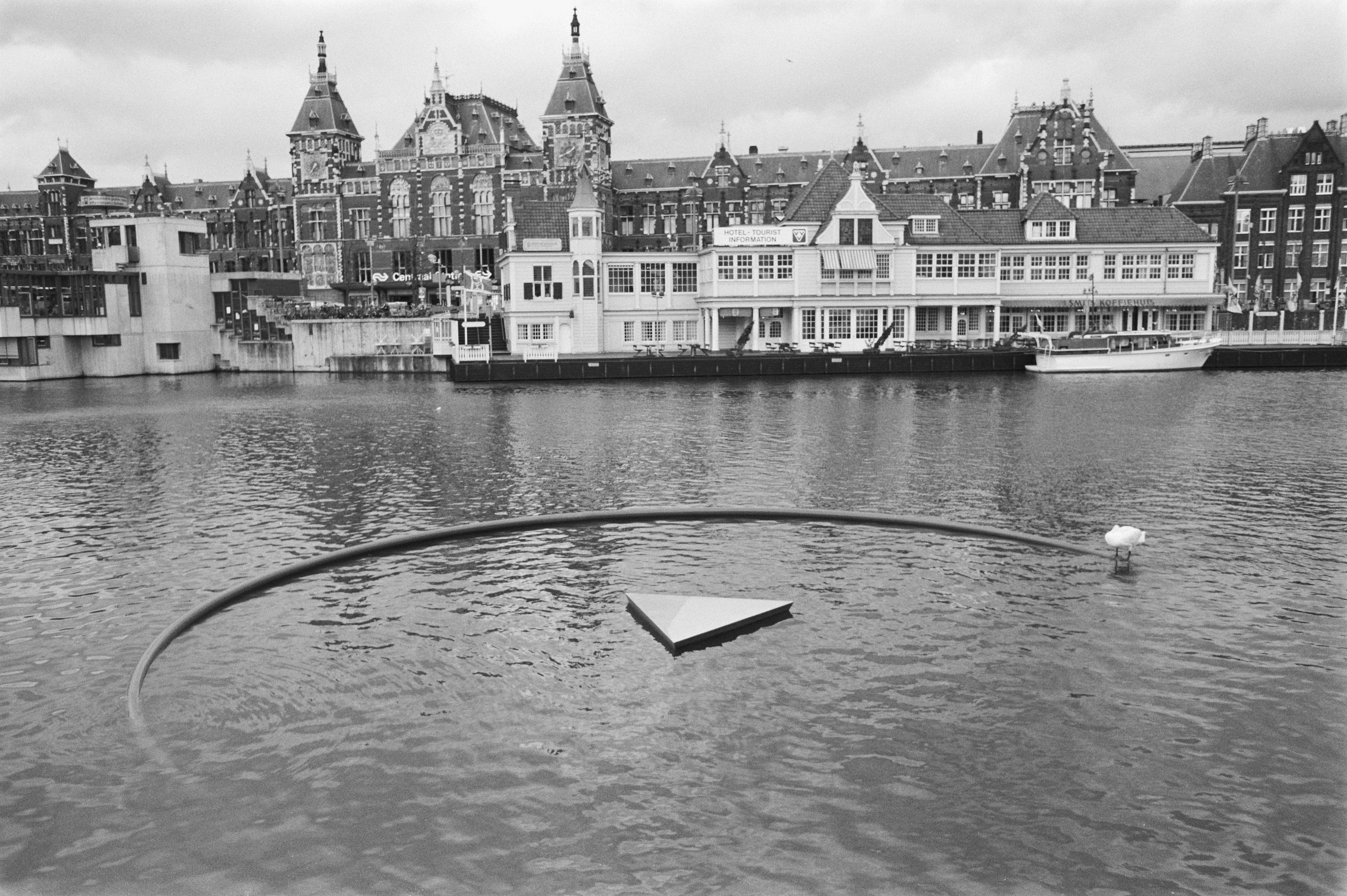
Idem maar dan in Open Havenfront (1988)

Tetraëder met cirkel is een artistiek kunstwerk in Amsterdam Nieuw-West.
Het werk werd gefinancierd door de gemeente Amsterdam als ook de provincie Noord-Holland. Het werd oorspronkelijk geplaatst in het Open Havenfront voor het Station Amsterdam Centraal. Dat was weer open na de perikelen van de aanleg van de Amsterdamse Metro; het Noord-Zuid Hollandsch Koffiehuis was immers ook weer terug. Kunstenaar Gustav Meist was vanaf 1985 bezig met het beeld. Het beeld bestaat uit twee delen. Het eerste is een rode cirkel, die deels op het water drijft maar ook voor een deel onder water ligt. Het tweede deel is een piramide, die in de wind schommelt. Die piramide wordt langzaam gevuld met water, wordt zwaarder en zakt binnen de cirkel het water in. Daar wordt de piramide weer leeggepompt, wordt dus lichter en komt dan weer tevoorschijn. Die beweging die eeuwig herhaalt duurt ongeveer een uur. De kunstenaar wilde dat de jachtige reiziger op het Stationsplein even stilstond bij het beeld, om vervolgens weer haastig te vertrekken. Meist was gespecialiseerd in geometrische vormen, maar moest toch enige tijd aan dit kunstwerk werken om het eeuwig bewegend te krijgen. Er doemden allerlei problemen op. Zo was de vraag wat er moest gebeuren als het Open Havenfront dichtvroor. Ook moest hij op zoek naar een speciale coating, omdat anders algen zich aan het kunstwerk zouden hechten. Een schaalmodel werd tentoongesteld in de De Melkweg. 
Het werk lag in ieder geval niet eeuwig in het Open Havenfront, want dat wordt met regelmaat gebruikt bij bouwwerkzaamheden. Het object verhuisde rond 2000 naar de kom in de Burgemeester Cramergracht in de dan nieuwe wijk Oostoever Sloterplas. Over het bewegingsmechanisme nog werkt is onbekend.